# Predsednik Srbije
Predsednik Srbije (srbsko Председник Србије, latinizirano: Predsednik Srbije, uradni naziv je predsednik republike) je vodja države Srbije. Je del zakonodajne oblasti v Srbiji. Na neposrednih volitvah ga izvolijo državljani Srbije z volilno pravico. 
Trenutni nosilec funkcije je Aleksandar Vučić. Izvoljen je bil 2. aprila 2017, funkcijo pa je prevzel 31. maja 2017. 

## Dolžnosti in pristojnosti
Naloge in pristojnosti predsednika so določene v Ustavi v poglavju 5, člen 112:
- zastopa Srbijo doma in v tujini,
- razglaša zakone v skladu z ustavo,
- predlaga posameznika za mesto predsednika vlade v parlamentu,
- predlaga državnemu zboru nosilce funkcij v skladu z ustavo
- na predlog vlade postavlja in odpokliče veleposlanike Srbije,
- sprejema poverilna pisma tujih diplomatskih predstavnikov,
- podeljuje amnestije in odlikovanja,
- opravlja druge zadeve, določene z ustavo.

Predsednik republike v skladu z zakonom poveljuje vojski in imenuje, napreduje in razrešuje častnike vojske Srbije.   

## Mandat predsednika Republike Srbije
Mandat predsednika republike traja pet let in začne teči z dnem prisege pred državnim zborom. 
Če se mandatna doba predsednika republike izteče med vojno ali med trajanjem izrednega stanja, se mandat podaljša tako, da traja do izteka treh mesecev od dneva konca vojne oz izrednega stanja. 
Na položaj predsednika republike nihče ne sme biti izvoljen več kot dvakrat. 
Mandat predsednika republike se konča s potekom obdobja za katerega je bil izvoljen, z odstopom ali z razrešitvijo. 
Predsednik republike poda odstop predsedniku državnega zbora.   

## Seznam predsednikov

### Republika Srbija(2006 - danes)
Srbija je 5. junija 2006 postala neodvisna država.
| Order                                                         | Šef države | Šef države                        | Roj.podatki | Prevzem                                          | Iztek         | Stranka                                    | Opomba                                                                              |
| ------------------------------------------------------------- | ---------- | --------------------------------- | ----------- | ------------------------------------------------ | ------------- | ------------------------------------------ | ----------------------------------------------------------------------------------- |
| Predsedniki Srbije po razglasitvi neodvisnosti od 2006 naprej |            |                                   |             |                                                  |               |                                            |                                                                                     |
| 1 (16)                                                        |            | Boris Tadić Борис Тадић           | rojen 1958  | 5. junij 2006                                    | 5. april 2012 | Demokratska stranka                        | Prvi predsednik neodvisne Srbije. Tretji predsednik Srbije po razpadu Jugoslavije.  |
| 2 (17)                                                        |            | Tomislav Nikolić Томислав Николић | rojen 1952  | 31 May 2012                                      | 31. maj 2017  | Srpska Napredna Stranka (uradno neodvisen) | Drugi predsednik neodvisne Srbije. Četrti predsednik Srbije po razpadu Jugoslavije. |
| 3 (18)                                                        |            | Aleksandar Vučić Александар Вучић | rojen 1970  | 31. maj 2017 (nastopil funkcijo 23. junija 2017) | -             | Srpska Napredna Stranka                    | Tretji predsednik neodvisne Srbije. Peti predsednik Srbije po razpadu Jugoslavije.  |

Predsedniki v SFRJ, Zvezni republiki Jugoslaviji in Državni skupnosti Srbije in Črne gore
- (Siniša Stanković 1944-1953 - predsednik ASNOS oz. Prezidija Narodne skupščine NR Srbije)
- (Petar Stambolić 1953-57; Jovan Veselinov "Žarko" 1957-63 - predsedniki Narodne (Ljudske) Skupščine NR (LR) Srbije
- (Dušan Petrović "Šane" 1963-67; Miloš Minić 1967-69- predsednika Skupščine SR Srbije)
- Dragoslav "Draža" Marković (1969/71/74 - 1978) (predsednik Skupščine SR Srbije, od 1974 predesedstva SR Srbije)
- Dobrivoje Vidić "Baja" (1978 - 1982)
- Nikola Ljubičić (1982 - 1984)
- Dušan Čkrebić (1984 - 1985)
- Ivan Stambolić (1985 - 1987)
- Slobodan Milošević (1989 - 1997)
- Petar Gračanin (1987 - 1989)
- Milan Milutinović (1997 – 2002)
- Boris Tadić (2004 - 2006 oz. 2012)

Predsedniki Narodne skupščine kot vršilci dolžnosti predsednika Srbije
- Dragan Tomić (1997)
- Nataša Mićić (2002 – 2004)
- Dragan Maršićanin (2004)
- Vojislav Mihailović, podpredsednik (2004)
- Predrag Marković (2004)
- Slavica Đukić-Dejanović (2012)